# John Nevett Steele
John Nevett Steele (* 22. Februar 1796 in Weston, Dorchester County, Maryland; † 13. August 1853 in Cambridge, Maryland) war ein US-amerikanischer Politiker. Zwischen 1834 und 1837 vertrat er den Bundesstaat Maryland im US-Repräsentantenhaus.

## Werdegang
John Steele besuchte die öffentlichen Schulen seiner Heimat. Nach einem anschließenden Jurastudium und seiner 1819 erfolgten Zulassung als Rechtsanwalt begann er im Dorchester County in diesem Beruf zu arbeiten. Gleichzeitig bewirtschaftete er seine Plantage Indian Town in der Nähe von Vienna. Zwischen 1822 und 1830 saß er mehrfach im Abgeordnetenhaus von Maryland. Als Gegner des späteren Präsidenten Andrew Jackson schloss er sich der kurzlebigen National Republican Party an. Später wurde er Mitglied der Whigs.
Nach dem Tod des Abgeordneten Littleton Purnell Dennis wurde Steele bei der fälligen Nachwahl für den ersten Sitz von Maryland als dessen Nachfolger in das US-Repräsentantenhaus in Washington, D.C. gewählt, wo er am 29. Mai 1834 sein neues Mandat antrat. Nach einer Wiederwahl konnte er bis zum 3. März 1837 im Kongress verbleiben. Dort wurde damals weiterhin heftig über die Politik von Präsident Jackson diskutiert.
Im Jahr 1838 war John Steele Kandidat der Whigs für das Amt des Gouverneurs von Maryland; er verlor jedoch knapp mit etwa 300 Stimmen Unterschied gegen den Demokraten William Grason. Ansonsten widmete er sich weiterhin seine Plantage Indian Town. John Steele starb am 13. August 1853 in Cambridge.